# Tribulle
Tribulle est une série télévisée québécoise pour enfants en treize épisodes de 13 minutes diffusée du 23 mars au 1er juin 1972 à la Télévision de Radio-Canada, puis rediffusée plusieurs fois jusqu'en 1981.

## Synopsis
Tribulle (le mage) et Ouaouaron (le gardien de l'étang d'Iris) sont deux marionnettes qui vivent au pays de Nébulle, univers fantaisiste.

## Fiche technique
- Auteur des textes : Pierre Sarrazin
- Réalisation : Robert DesRosiers et Yves André
- Société de production : Via le monde Canada, inc.

## Épisodes
1. Le Lapin
2. Le Canard
3. Le Chien
4. Le Cheval
5. Le Cochon
6. La Poule
7. La Tortue
8. Le Pigeon
9. Le Chat
10. Le Poisson
11. Le Mouton
12. La Chèvre
13. La Vache